# Kazarka czubata
Kazarka czubata (Tadorna cristata) – gatunek dużego wodnego ptaka z rodziny kaczkowatych (Anatidae). Gatunek zaklasyfikowany w Czerwonej Księdze jako krytycznie zagrożony wyginięciem, przez niektórych ornitologów uważany za wymarły.
Bardzo mało wiadomo o tym ptaku z powodu znikomej liczby przeprowadzonych obserwacji. Ostatnia potwierdzona obserwacja pochodzi z 1964 (okolice Władywostoku, ówcześnie ZSRR).

## Cechy gatunku
Kolorowe ubarwienie: czubek głowy czarny, szyja szara (u samic jaśniejsza), pierś i ogon ciemnozielone, skrzydła białe z jaskrawą zieloną łatą, brzuch ciemnoszary w czarne prążki, grzbiet ciemnobrązowy. Dziób i nogi różowe (u samic jaśniejsze). Samica ma też białe obwódki wokół oczu. Ubarwienie młodych osobników jest nieznane.
Długość ciała: od 63 do 71 centymetrów.
Rozpiętość skrzydła: od 30 do 32 centymetrów.

## Występowanie
Kazarka czubata występowała w basenie Morza Japońskiego. Okazy tego gatunku zostały upolowane w okolicach Władywostoku oraz w Korei (Gunsan i Pusan). Niepotwierdzone obserwacje pochodzą z północno-wschodnich Chin. Wydaje się, że ptak występował dawniej na znacznie większym obszarze – jego ryciny odnaleziono w Japonii i w Chinach.
W muzeach są przechowywane tylko 3 okazy tego gatunku. Jedyny upolowany samiec jest przechowywany wraz z samicą w kolekcji Kurody w Tokio. Druga samica została przywieziona z okolic Władywostoku do muzeum w Kopenhadze.

## Akcja poszukiwania kazarki czubatej

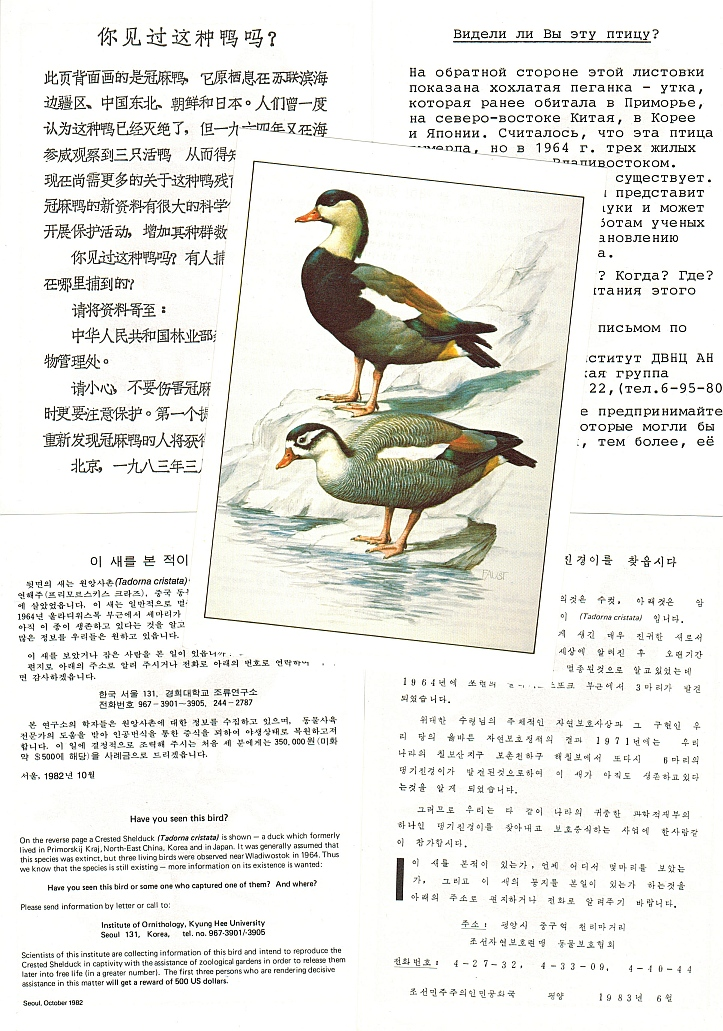
Ulotki z poszukiwań kazarki czubatej w 1982 prowadzonych przez dr Eugeniusza Nowaka

W 1982 roku polski biolog dr Eugeniusz Nowak zorganizował zakrojoną na dużą skalę akcję poszukiwania kazarki czubatej. Na Międzynarodowym Kongresie Ornitologicznym w Moskwie zreferował plan poszukiwań i nawiązał współpracę z instytutami przyrodniczymi z 5 krajów basenu Morza Japońskiego. Wydrukowano ponad pół miliona ulotek w 4 wersjach językowych (rosyjskiej, chińskiej, północnokoreańskiej i południowokoreańskiej zawierającej również tekst angielski) oraz liczne artykuły prasowe. Celem było wciągnięcie do poszukiwań jak największej liczby osób mieszkających na terenach występowania gatunku. Strona japońska prowadziła poszukiwania z użyciem samolotów. Prowadzona przez 5 lat akcja nie przyniosła rezultatów, co wskazuje na możliwość całkowitego wyginięcia gatunku. Celem towarzyszącym akcji było upamiętnienie 100. rocznicy wydania przez Władysława Taczanowskiego dzieła Ptaki krajowe. Doprowadziło to w konsekwencji do odkrycia dalszych losów potomków zesłańca Michała Jankowskiego, mieszkających na terenach poszukiwań i zajmujących się badaniem dalekowschodniej przyrody.